# Plagiomimicus triplagiatus
Plagiomimicus triplagiatus là một loài bướm đêm trong họ Noctuidae.